# Гурка-Пабяніцька
Гурка-Пабяніцька (пол. Górka Pabianicka) — село в Польщі, у гміні Паб'яниці Паб'яницького повіту Лодзинського воєводства. Населення — 368 осіб (2011).
У 1975-1998 роках село належало до Лодзинського воєводства.

## Демографія
Демографічна структура станом на 31 березня 2011 року:
|          | Загалом | Допрацездатний вік | Працездатний вік | Постпрацездатний вік |
| -------- | ------- | ------------------ | ---------------- | -------------------- |
| Чоловіки | 181     | 35                 | 125              | 21                   |
| Жінки    | 187     | 43                 | 107              | 37                   |
| Разом    | 368     | 78                 | 232              | 58                   |